# Ungern i olympiska sommarspelen 1980
Ungern deltog i de olympiska sommarspelen 1980 med en trupp bestående av 164 deltagare, 136 män och 28 kvinnor, vilka deltog i 69 tävlingar i 17 sporter. Landet slutade på sjätte plats i medaljligan, med sju guldmedaljer och 32 medaljer totalt.

## Medaljer
| Medalj | Namn                                                                                 | Sport          | Gren                           |
| ------ | ------------------------------------------------------------------------------------ | -------------- | ------------------------------ |
| 1      | Ferenc Kocsis                                                                        | Brottning      | Weltervikt, grekisk-romersk    |
| 1      | Norbert Növényi                                                                      | Brottning      | Lätt tungvikt, grekisk-romersk |
| 1      | Zoltán Magyar                                                                        | Gymnastik      | Herrarnas bygelhäst            |
| 1      | László Foltán István Vaskúti                                                         | Kanotsport     | Herrarnas C-2 500 meter        |
| 1      | Károly Varga                                                                         | Skytte         | 50 meter gevär, liggande       |
| 1      | Sándor Wladár                                                                        | Simning        | Herrarnas 200 meter ryggsim    |
| 1      | Péter Baczakó                                                                        | Tyngdlyftning  | Herrarnas 90kg                 |
| 2      | József Balla                                                                         | Brottning      | Supertungvikt, fristil         |
| 2      | Lajos Rácz                                                                           | Brottning      | Flugvikt, grekisk-romersk      |
| 2      | István Tóth                                                                          | Brottning      | Fjädervikt, grekisk-romersk    |
| 2      | Magda Maros                                                                          | Fäktning       | Damernas florett, individuellt |
| 2      | Ernő Kolczonay                                                                       | Fäktning       | Herrarnas värja, individuellt  |
| 2      | István Szabó István Joós                                                             | Kanotsport     | Herrarnas K-2 1000 meter       |
| 2      | Tamás Szombathelyi                                                                   | Modern femkamp | Herrarnas individuella tävling |
| 2      | Tamás Szombathelyi Tibor Maracskó László Horváth                                     | Modern femkamp | Herrarnas lagtävling           |
| 2      | Zoltán Verrasztó                                                                     | Simning        | Herrarnas 200 meter ryggsim    |
| 2      | Albán Vermes                                                                         | Simning        | Herrarnas 200 meter bröstsim   |
| 3      | János Váradi                                                                         | Boxning        | Flugvikt                       |
| 3      | István Lévai                                                                         | Boxning        | Tungvikt                       |
| 3      | István Kovács                                                                        | Brottning      | Mellanvikt, fristil            |
| 3      | Ferenc Seres                                                                         | Brottning      | Lätt flugvikt, grekisk-romersk |
| 3      | Ildikó Schwarczenberger Magda Maros Gertrúd Stefanek Zsuzsanna Szőcs Edit Kovács     | Fäktning       | Damernas florett, lag          |
| 3      | Imre Gedővári                                                                        | Fäktning       | Herrarnas sabel, individuellt  |
| 3      | Imre Gedővári Rudolf Nébald Pál Gerevich Ferenc Hammang György Nébald                | Fäktning       | Herrarnas sabel, lag           |
| 3      | Ferenc Donáth György Guczoghy Zoltán Kelemen Péter Kovács Zoltán Magyar István Vámos | Gymnastik      | Herrarnas lagmångkamp          |
| 3      | Tibor Kincses                                                                        | Judo           | Herrarnas extra lättvikt       |
| 3      | András Ozsvár                                                                        | Judo           | Herrarnas öppna klass          |
| 3      | Éva Rakusz Mária Zakariás                                                            | Kanotsport     | Damernas K-2 500 meter         |
| 3      | Szabolcs Detre Zsolt Detre                                                           | Segling        | Flygande holländare            |
| 3      | Zoltán Verrasztó                                                                     | Simning        | Herrarnas 400 m medley         |
| 3      | György Szalai                                                                        | Tyngdlyftning  | Herrarnas 110kg                |
| 3      | Ungerns herrlandslag i vattenpolo                                                    | Vattenpolo     | Herrarnas turnering            |

## Basket
Damer
Gruppspel
| Lag           | V | F | PF  | PA  | PD   | Poäng |
| ------------- | - | - | --- | --- | ---- | ----- |
| Sovjetunionen | 5 | 0 | 553 | 316 | +237 | 10    |
| Bulgarien     | 4 | 1 | 440 | 405 | +35  | 9     |
| Jugoslavien   | 3 | 2 | 356 | 364 | –8   | 8     |
| Ungern        | 2 | 3 | 344 | 407 | –63  | 7     |
| Kuba          | 1 | 4 | 346 | 403 | –57  | 6     |
| Italien       | 0 | 5 | 308 | 452 | –144 | 5     |

Bronsmatch
| 30 juli |  | Jugoslavien | 68–65 | Ungern |  | Olimpijskij, Moskva |

## Boxning
Lätt flugvikt
- György Gedó
  1. Första omgången — Bye
  2. Andra omgången — Besegrade Charles Lubulwa (Uganda) efter att domaren stoppade matchen i den första omgången
  3. Kvartsfinal — Förlorade mot Hipólito Ramos (Kuba) på poäng (0-5)

Flugvikt
- János Váradi → Brons
  1. Första omgången — Bye
  2. Andra omgången — Besegrade Rabiraj Thapa (Nepal) efter att domaren stoppade matchen i den första omgången
  3. Kvartsfinal — Besegrade Daniel Radu (Rumänien) på poäng (4-1)
  4. Semifinal — Förlorade mot Viktor Mirosjnitjenko (Sovjetunionen) på poäng (4-1)

Bantamvikt
- Sándor Farkas
  1. Första omgången — Bye
  2. Andra omgången — Förlorade mot Juan Hernández (Kuba) på poäng (1-4)

Fjädervikt
- Róbert Gönczi
  1. Första omgången — Bye
  2. Andra omgången — Förlorade mot Titi Cercel (Rumänien) på poäng (0-5)

Lättvikt
- Tibor Dezamits
  1. Första omgången — Besegrade Alphonse Matoubela (Kongo) på poäng (5-0)
  2. Andra omgången — Förlorade mot Yordan Lesov (Bulgarien) på poäng (1-4)

Lätt weltervikt
- Imre Bacskai
  1. Första omgången — Besegrade Paul Kamela Fogang (Kamerun) på poäng (4-1)
  2. Andra omgången — Förlorade mot Serik Konakbajev (Sovjetunionen) efter att ha gett upp i den andra omgången

Weltervikt
- Imre Csjef
  1. Första omgången — Förlorade mot Paul Rasamimanana (Madagaskar) efter knock-out i den andra omgången

Lätt tungvikt
- Csaba Kuzma
  1. Första omgången — Förlorade mot Michael Madsen (Danmark) på poäng (3-2)

Tungvikt
- István Lévai → Brons
  1. Första omgången — Bye
  2. Kvartsfinal — Besegrade Anders Eklund (Sverige) på poäng (4-1)
  3. Semifinal — Förlorade mot Teófilo Stevenson (Kuba) på poäng (0-5)

## Bågskytte
Damernas individuella tävling
- Judit Kovács — 2323 poäng (→ 12:e plats)
- Margit Szobi — 2216 poäng (→ 21:e plats)

Herrarnas individuella tävling
- Bela Nagy — 2446 poäng (→ 5:e plats)
- Istvan Balasz — 2241 poäng (→ 28:e plats)

## Cykling
Herrarnas linjelopp
- András Takács
- Zoltán Halász
- György Szuromi
- László Halász

Herrarnas lagtempolopp
- Tamás Csathó
- László Halász
- Zoltán Halász
- András Takács

Herrarnas sprint
- László Morcz

Herrarnas lagförföljelse
- Ervin Dér
- Csaba Pálinkás
- Zsigmond Sarkadi Nagy
- Gábor Szűcs

## Friidrott
Herrarnas 100 meter
- István Nagy
  - Heat — 10,68 (→ gick inte vidare)

- István Tatár
  - Heat — 10,69 (→ gick inte vidare)

Herrarnas 200 meter
- Ferenc Kiss
- István Nagy

Herrarnas 800 meter
- András Paróczai
  - Heat — 1:47,5
  - Semifinal — 1:48,8 (→ gick inte vidare)

Herrarnas maraton
- Ferenc Szekeres
  - Final — 2:15:18 (→ 12:e plats)

Herrarnas 400 meter häck
- József Szalai
  - Heat — 50,23
  - Semifinal — 51,06 (→ gick inte vidare)

Herrarnas 4 x 100 meter stafett
- István Tatár, István Nagy, László Babály, Sr. och Ferenc Kiss

Herrarnas 20 km gång
- János Szálas
  - Final — 1:34:10,5 (→ 12:e plats)

- Hunde Tore
  - Final — 1:37:16,6 (→ 16:e plats)

Herrarnas 50 km gång
- László Sátor
  - Final — 4:10:53 (→ 9:e plats)

Herrarnas höjdhopp
- Zoltán Társi
  - Kval — 2,18 m (→ gick inte vidare)

- István Gibicsár
  - Kval — 2,15 m (→ gick inte vidare)

Herrarnas längdhopp
- László Szalma
  - Kval — 7,91 m
  - Final — 8,13 m (→ 4:e plats)

- Béla Bakosi
  - Kval — 7,29 m (→ gick inte vidare)

Herrarnas tresteg
- Béla Bakosi
  - Kval — 16,45 m
  - Final — 16,47 m (→ 7:e plats)

Herrarnas spjutkastning
- Miklós Németh
  - Kval — 84,84 m
  - Final — 82,40 m (→ 8:e plats)

- Ferenc Paragi
  - Kval — 88,76 m
  - Final — 79,52 m (→ 10:e plats)

Damernas 200 meter
- Irén Orosz-Árva

Damernas 400 meter
- Ilona Pál
- Judit Forgács

Damernas 100 meter häck
- Xénia Siska
  - Heat — 13,23
  - Semifinal — fullföljde inte (→ gick inte vidare)

Damernas 4 x 400 meter stafett
- Irén Orosz-Árva, Judit Forgács, Éva Tóth, Ilona Pál och Ibolya Petrika

Damernas höjdhopp
- Andrea Mátay
  - Kval — 1,88 m
  - Final — 1,85 m (→ 10:e plats)

Damernas längdhopp
- Mária Pap
  - Kval — 6,41 m (→ gick inte vidare, 14:e plats)

- Margit Papp
  - Kval — 6,32 m (→ gick inte vidare, 16:e plats)

Damernas diskuskastning
- Ágnes Herczegh
  - Kval — 57,80 m
  - Final — 55,06 m (→ 12:e plats)

- Katalin Csőke
  - Kval — 57,38 m (→ gick inte vidare)

Damernas spjutkastning
- Mária Janák
  - Kval — 57,80 m (→ gick inte vidare)

Damernas femkamp
- Margit Papp — 4562 poäng (→ 5:e plats)
  - 100 meter — 13,96s
  - Kulstötning — 14,94m
  - Höjdhopp — 1,74m
  - Längdhopp — 6,35m
  - 800 meter — 2:15,80

## Fäktning
Herrarnas florett
- István Szelei
- László Demény
- András Papp

Herrarnas lagtävling i florett
- István Szelei, Ernő Kolczonay, András Papp, László Demény, Jenő Pap

Herrarnas värja
- Ernő Kolczonay
- István Osztrics
- László Pető

Herrarnas lagtävling i värja
- Ernő Kolczonay, István Osztrics, László Pető, Jenő Pap, Péter Takács

Herrarnas sabel
- Imre Gedővári
- Pál Gerevich
- György Nébald

Herrarnas lagtävling i sabel
- Imre Gedővári, Pál Gerevich, Ferenc Hammang, Rudolf Nébald, György Nébald

Damernas florett
- Magda Maros
- Ildikó Schwarczenberger-Tordasi
- Gertrúd Stefanek

Damernas lagtävling i florett
- Magda Maros, Edit Kovács, Ildikó Schwarczenberger-Tordasi, Zsuzsa Szőcs, Gertrúd Stefanek

## Handboll
Herrar
Gruppspel
| Rank | Lag         | Pld | W | D | L | GF  | GA  | Poäng |  | Östtyskland | Ungern | Olympic flag for Spain | Polen | Olympic flag for Denmark | Kuba  |
| ---- | ----------- | --- | - | - | - | --- | --- | ----- |  | ----------- | ------ | ---------------------- | ----- | ------------------------ | ----- |
| 1.   | Östtyskland | 5   | 4 | 1 | 0 | 108 | 92  | 9     |  | X           | 14:14  | 21:17                  | 22:21 | 24:20                    | 27:20 |
| 2.   | Ungern      | 5   | 3 | 2 | 0 | 96  | 88  | 8     |  | 14:14       | X      | 20:17                  | 20:20 | 16:15                    | 26:22 |
| 3.   | Spanien     | 5   | 2 | 1 | 2 | 102 | 106 | 5     |  | 17:21       | 17:20  | X                      | 24:22 | 20:19                    | 24:24 |
| 4.   | Polen       | 5   | 2 | 1 | 2 | 123 | 97  | 5     |  | 21:22       | 20:20  | 22:24                  | X     | 26:12                    | 34:19 |
| 5.   | Danmark     | 5   | 1 | 0 | 4 | 96  | 104 | 2     |  | 20:24       | 15:16  | 19:20                  | 12:26 | X                        | 30:18 |
| 6.   | Kuba        | 5   | 0 | 1 | 4 | 103 | 141 | 1     |  | 20:27       | 22:26  | 24:24                  | 19:34 | 18:30                    | X     |

Damer
| Rank | Lag               | Pld | W | D | L | GF  | GA  | Poäng |  | Sovjetunionen | Socialistiska federativa republiken Jugoslavien | Östtyskland | Ungern | Tjeckoslovakien |       |
| ---- | ----------------- | --- | - | - | - | --- | --- | ----- |  | ------------- | ----------------------------------------------- | ----------- | ------ | --------------- | ----- |
| 1    | Sovjetunionen     | 5   | 5 | 0 | 0 | 99  | 52  | 10    |  | X             | 18:9                                            | 18:13       | 16:12  | 17:7            | 30:11 |
| 2    | Jugoslavien       | 5   | 3 | 1 | 1 | 107 | 67  | 7     |  | 9:18          | X                                               | 15:15       | 19:10  | 25:15           | 39:9  |
| 3    | Östtyskland       | 5   | 3 | 1 | 1 | 91  | 58  | 7     |  | 13:18         | 15:15                                           | X           | 19:9   | 16:10           | 28:6  |
| 4    | Ungern            | 5   | 1 | 1 | 3 | 80  | 74  | 3     |  | 12:16         | 10:19                                           | 9:19        | X      | 10:10           | 39:10 |
| 5    | Tjeckoslovakien   | 5   | 1 | 1 | 3 | 65  | 78  | 3     |  | 7:17          | 15:25                                           | 10:16       | 10:10  | X               | 23:10 |
| 6    | Kongo-Brazzaville | 5   | 0 | 0 | 5 | 46  | 159 | 0     |  | 11:30         | 9:39                                            | 6:28        | 10:39  | 10:23           | X     |

## Modern femkamp
Herrarnas individuella tävling
- Tamás Szombathelyi — 5502 poäng, Silver
- Tibor Maracskó — 5279 poäng, 5:e plats
- László Horváth — 5131 poäng, 19:e plats

Herrarnas lagtävling
- Szombathelyi, Maracskó  Horváth — 15912 poäng, Silver

## Simhopp
Herrarnas 3 m
- Károly Némedi
  - Kval — 475,17 poäng (→ 17:e plats, gick inte vidare)

Herrarnas 10 m
- Károly Némedi
  - Kval — 429,75 poäng (→ 14:e plats, gick inte vidare)